# Hattyúk
A hattyúk (Cygnini) a madarak osztálya lúdalakúak (Anseriformes) rendjén belül a récefélék (Anatidae) családjának egyik nemzetsége.  Ezek a viszonylag nagy testű vízimadarak világszerte ismertek hosszú nyakukról és fehér tollazatukról, bár néhány fajuk sötétebb színű. Elsősorban édesvizek közelében élnek, és növényi táplálékot fogyasztanak. A hattyúk ikonikus szerepet töltenek be különböző kultúrákban és mitológiákban, gyakran a szépség és a kecsesség szimbólumaként.
A hattyúk jelenleg hat élő és számos kihalt faja ismert. Ezen kívül létezik egy coscoroba hattyúnak nevezett faj, amelyet ma már nem sorolnak az igazi hattyúk közé. A hattyúk általában életük végéig párban maradnak, bár előfordulhat különválás, különösen, ha a fészkelés sikertelen volt. Ha az egyik pár elpusztul, a másik gyakran új párt talál. Egy-egy fészekaljban általában háromtól nyolcig terjedő számú tojás található.

## A név etimológiája
A hattyú szó ugor eredetű, az ugor alapnyelv az ótörökből vette át (lásd ótörök kotan). A csagatáj török nyelvben a kotan szó ma is „hattyút” jelent. A hattyút az ugor nyelvekben a következő szavak jelölik: hanti koden, manysi hotan. A szó a magyar „gödény” szóval is rokon, a mai török nyelvben a kotan jelentése: borzas gödény.

## Rendszerezés
A nemzetség az alábbi nemeket és fajokat foglalja magában.
- Cygnus  (Bechstein, 1803) – 6 ma élő és 9 fosszilis faj
  - bütykös hattyú (Cygnus olor)
  - kis hattyú (Cygnus columbianus)
  - énekes hattyú (Cygnus cygnus)
  - trombitás hattyú (Cygnus buccinator)
  - fekete hattyú (Cygnus atratus)
  - feketenyakú hattyú (Cygnus melanocoryphus)
  - Cygnus hibbardi – kihalt
  - Cygnus verae – kihalt
  - Cygnus atavus – kihalt
  - Cygnus paloregonus – kihalt
  - Cygnus equitum – kihalt
  - Cygnus mariae – kihalt
  - Cygnus csakvarensis – kihalt
  - Cygnus falconeri – kihalt
  - Cygnus liskunae – kihalt

- Coscoroba  (Reichenbach, 1853) – 1 faj
  - koszkoróbahattyú (Coscoroba coscoroba)

- †Afrocygnus (Louchart, Vignaud, Likius, Mackaye & Brunet, 2005) – 1 fosszilis faj
  - Afrocygnus chauvireae – kihalt, a miocén korban élt

## A hattyú a kultúrában

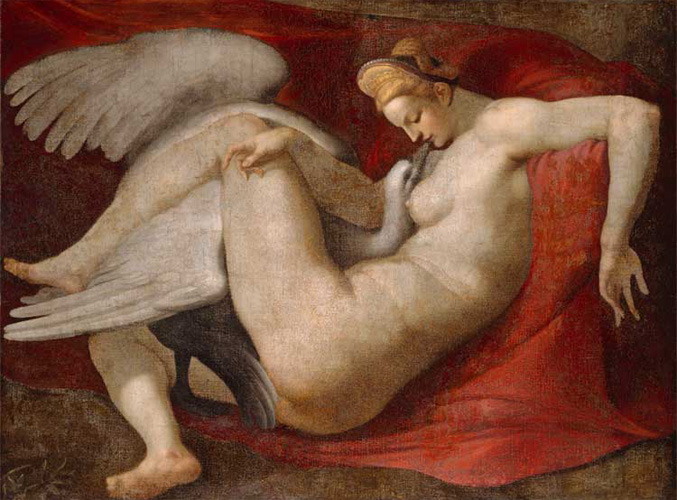
Léda és a hattyú (16. századi festmény)

Az ókori Görögországban a hattyú Apollón isten jelképe és szent madara volt, és több mítoszban is szerepelt. Zeusz hattyú képében csábította el Lédát, aki hattyútojásban hozta a világra a szép Helenét. Orpheusz halála után hattyúvá változott, és az égre helyezték. Így keletkezett a Hattyú csillagkép, amely egy kitárt szárnyú, hosszú nyakú repülő madárra emlékeztet.
Egy másik mítosz szerint egy Küknosz nevű ifjú szerelmes volt Phaetónba, a Nap fiába. Phaetón a Nap kocsiját maga akarta hajtani, de ügyetlensége miatt a haragra gyúlt Zeusz villámmal sújtotta, és ő az égről az Eridanosz folyóba zuhant. Az elkeseredett Küknosz olyan sokszor bukott a folyó vizébe kedvese testét kutatva, hogy Zeusz megszánta őt és hattyúvá változtatta. A Küknosz név a görög mitológiában még legalább háromszor felbukkan a fentin kívül is, Arész egyik fia, Poszeidón egyik fia és nem meglepő módon Apollón egyik fia is a Küknosz nevet viselte. Küknosz nevére vezették vissza a hattyú latin Cygnus elnevezését is.
A régi irodalomban gyakori költői téma volt a hattyúdal, amelyet a madár állítólag csak a halála előtt énekel. Ilyen jelenség a valóságban egyetlen hattyúfajnál sem létezik, csupán az ókori görögök hiedelméről van szó.
Csajkovszkij híres balettjében, A hattyúk tavában is szerepelnek hattyúk.